# Michel Blanc (financier)
Pour les articles homonymes, voir Michel Blanc (homonymie) et Blanc (homonymie).
Michel Blanc était un chef d'entreprise et financier de Lyon au XIXe siècle.

## Biographie
De 1832 à 1835, plusieurs télégraphes optiques privés et clandestins, à usage boursier, sont déployés entre Paris et Rouen par Alexandre Ferrier, Paris et Bordeaux par François Blanc, ou entre Paris et Lyon par Michel Blanc (financier), amenant le gouvernement à décréter un monopole public de cette technologie pour éviter tout délit d'initié.
L'un de ces télégraphes optiques privés était opéré par Michel Blanc, gérant de la compagnie des Ponts suspendus de Lyon, et son frère Joseph. Il ne transmettait qu'une fois par jour, vers 16 heures, et s'adressait à des investisseurs financiers. Lorsque ce réseau fut découvert, Michel Blanc fut interpellé par la police, mais pas condamné.